# Нейбах, Иван Иванович
Ива́н Ива́нович (урожд. Иоганн Иоганнович) Нейбах (1884, Орёл — 7 мая 1938, Москва) — революционер, советский государственный и партийный деятель. Участник установления советской власти в Мариуполе. В 1920-е годы — председатель Саратовского и Гомельского губисполкомов. Председатель исполнительного комитета Средне-Волжского областного Совета в 1928—1929 годах.

## Биография
Родился в семье паровозного машиниста Риго-Орловской железной дороги, уроженца Виндавского уезда Курляндской губернии; отец не жил с семьёй. После смерти матери жил у тётки, которой помогал по хозяйству, получал домашнее образование; затем обучался в городском училище, но был исключён из-за неуплаты. Работал в лавке, затем был учеником в слесарной мастерской, в 1904—1905 годах работал помощником слесаря на железной дороге.
В 1905 году уехал в Донбасс «искать отца и старшего брата» и осел в районе Енакиева. С 1905 года работал слесарем депо при Петровском металлургическом заводе, бригадир «мелких и крупных ремонтов». Принимал участие в Горловском вооружённом восстании. С ноября 1906 года — меньшевик. В 1907—1908 годах — член профессионального союза «Общество». В 1914—1915 годах работал машинистом паровоза на рудниках Софиевском и Веровском каменноугольных рудниках. В условиях Первой мировой войны подвергался дискриминации как немец, по предписанию полиции покинул Петровские заводы.
Переехал в Мариуполь и стал работать слесарем, шаблонщиком на металлургическом заводе «Никополь». В мае 1916 года принял участие в масштабной, 17-дневной забастовке на заводе. В наказание должен был отправиться в действующую армию. Однако фактически попал в воинскую музыкальную команду 250-го отдельного пехотного запасного полка, стоявшего в Коврове, — как и другие лидеры забастовки, в том числе В. А. Варганов.
В феврале 1917 года вышел из меньшевистской организации и стал товарищем (заместителем) председателя комитета комитета РСДРП(б) своего полка. Одновременно, до 3 мая 1917 года, — член президиума, организатор-пропагандист Ковровского уездного комитета РСДРП(б); в апреле — делегат VII Конференции партии. Агитатор-пропагандист Совета солдатских депутатов 250-го полка, разъездной уполномоченный Совета.
В мае 1917 года освобождён с воинской службы по амнистии Временного правительства. Вернулся в Мариуполь и стал заниматься профсоюзной и партийной работой: в течение года он был председателем продовольственного комитета, заместителем председателя профсоюза «Металлист», членом Совета рабочих депутатов, членом городского комитета партии, председателем уездного исполкома, членом штаба вооружённого восстания в октябре 1917 года.
Кроме того, по некоторым данным, некоторое время в 1917 году был председателем горкома партии, а с января по апрель 1918 года — председателем исполкома городского Совета. По другим данным, большую часть этого времени — до 8-10 апреля, когда в Мариуполе произошло «восстание фронтовиков», — председателем исполкома Совета, как и горкома партии, оставался Варганов. В качестве председателя горкома в 1917 году упоминается также Я. Д. Меламед, а в качестве председателя Совета с января 1918 года — В. Т. Балясов.
К маю 1918 года, в связи с австро-германской оккупацией Мариуполя, Нейбах эвакуировался в Саратов. Занимал посты организатора инспекции труда, заместитель заведующего Саратовским губотделом труда. С августа 1918 года по апрель 1919 года — организатор-пропагандист, член коллегии Агитационно-пропагандистского отдела (АПО), член Саратовского губкома РКП(б). С декабря 1918 года по май 1919 года — товарищ председателя Саратовского горисполкома, заведующий городским отделом труда.
В то же время упоминается как член ревкома в Мариуполе, где с марта по май 1919 года была восстановлена советская власть.
Затем председатель исполкома Петровского уездного совета, с сентября 1919 по июль 1920 года — председатель Петровского уездного комитета партии, в то же время, а также уездного продовольственного совещания. С 18 июля по 2 октября — заведующий отделом управления, председатель Аткарского уездного исполкома, член уездного комитета, член Саратовского губкома.
С октября 1920 по декабрь 1921 года — председатель Саратовского губисполкома, член бюро губкома партии, председатель губернского продовольственного совещания, экономического совещания, посевного комитета, комиссии по оказанию помощи голодающим.
С марта 1922 года по февраль 1924 года — председатель Гомельского губисполкома, член губкома КП(б) Белоруссии.
Затем переведён в Одессу. По данным личного дела, с июня по август 1924 года был председателем исполкома Кубано-Черноморского областного совета, членом обкома, кандидатом в члены бюро обкома (хотя эта область упразднена в феврале 1924 года). По 1926 год — председатель исполкома Кубанского окружного совета Северо-Кавказского края.
В октябре 1926 года переведён в Самару. По май 1928 года занимал посты председателя губисполкома и члена губкома партии; члена оргбюро, секретариата оргбюро, члена обкома, членом бюро обкома партии по новообразованной Средне-Волжской области, председателя президиума оргкомитета ВЦИК по Средневолжской области. По август 1928 года — также председатель Самарского горсовета. На состоявшемся 18—29 августа 1928 года первом Областном съезде советов Нейбах был избран председателем облисполкома и находился на этом посту по июнь 1929 года. В мае 1929 года на V Всесоюзном съезде советов избран членом ЦИК СССР; на XIV Всероссийском съезде избран членом ВЦИК РСФСР.
С июня 1929 года — председатель Животноводсоюза, с сентября — член комиссии СНК РСФСР по развитию животноводства на Урале, в Казахстане и Сибири. С октября 1931 года по 1936 год заместитель наркома коммунального хозяйства РСФСР.
13 января 1938 года арестован. Был включён в «сталинский расстрельный список» от 3 мая. Приговорён к смертной казни 7 мая 1938 года ВКВС СССР по обвинению в участии в контрреволюционной террористической организации. Расстрелян в тот же день на полигоне «Коммунарка». 4 апреля 1957 года реабилитирован.
Делегат XII, XIII, XIV, XV, XVI Съездов партии.